# Kaplica Zwiastowania Najświętszej Maryi Panny w Poznaniu
Kaplica Zwiastowania Najświętszej Maryi Panny w Poznaniu – neogotycka kaplica na planie halowym. Znajduje się na Ostrowie Tumskim w Poznaniu.
Kaplica została wybudowana w latach 1894–1896 wraz z budynkiem seminarium, z którym jest połączona neogotyckim przejściem.
Przy zachodniej ścianie kaplicy znajduje się rzeźba z piaskowca przedstawiająca Chrystusa ze św. Piotrem autorstwa Władysława Marcinkowskiego z 1893 r., przeniesiona z rozebranego po II wojnie światowej barokowego ołtarza głównego w katedrze. Przy wieży stoi też inna rzeźba Jezusa.

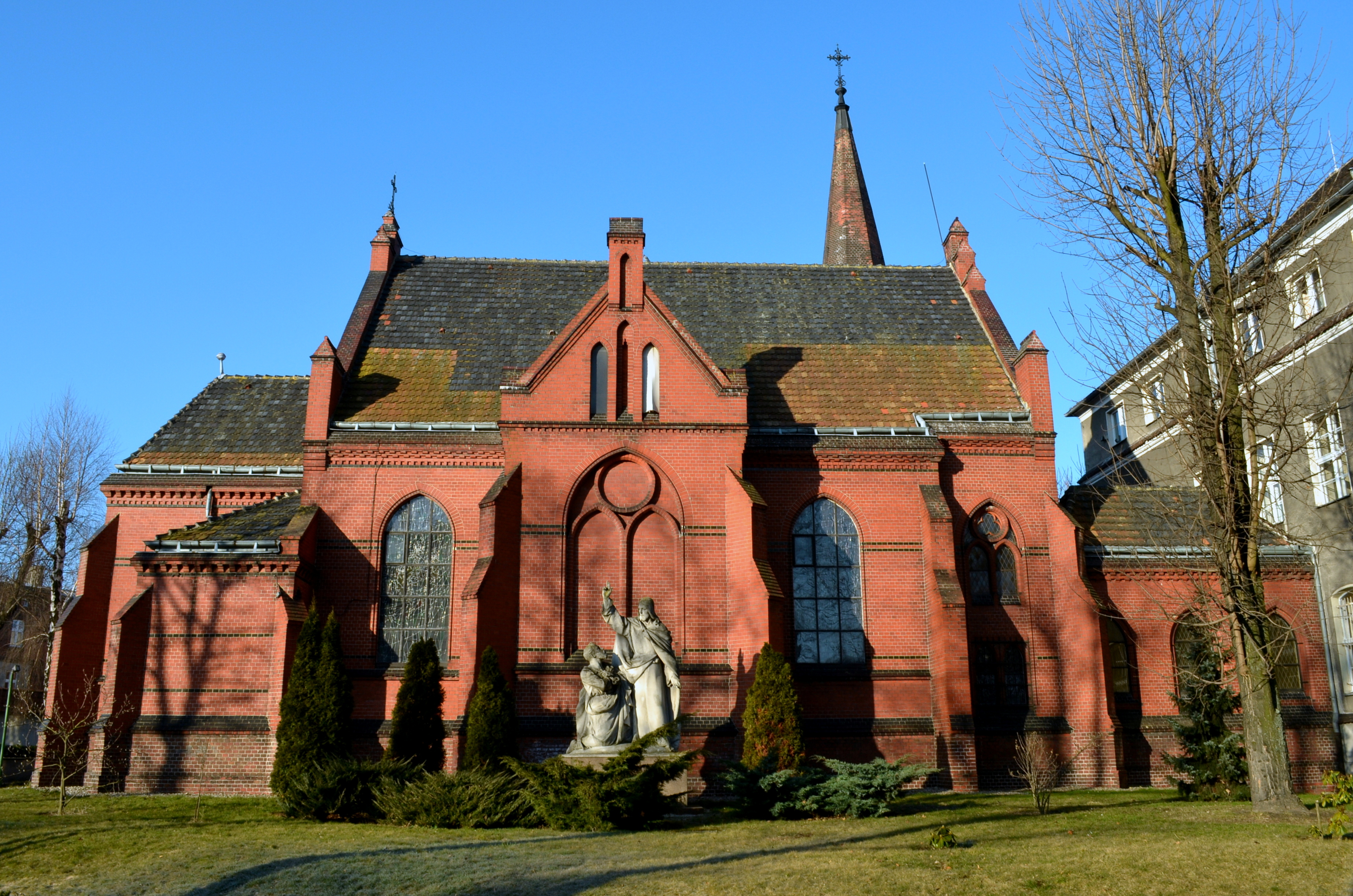
Strona wschodnia
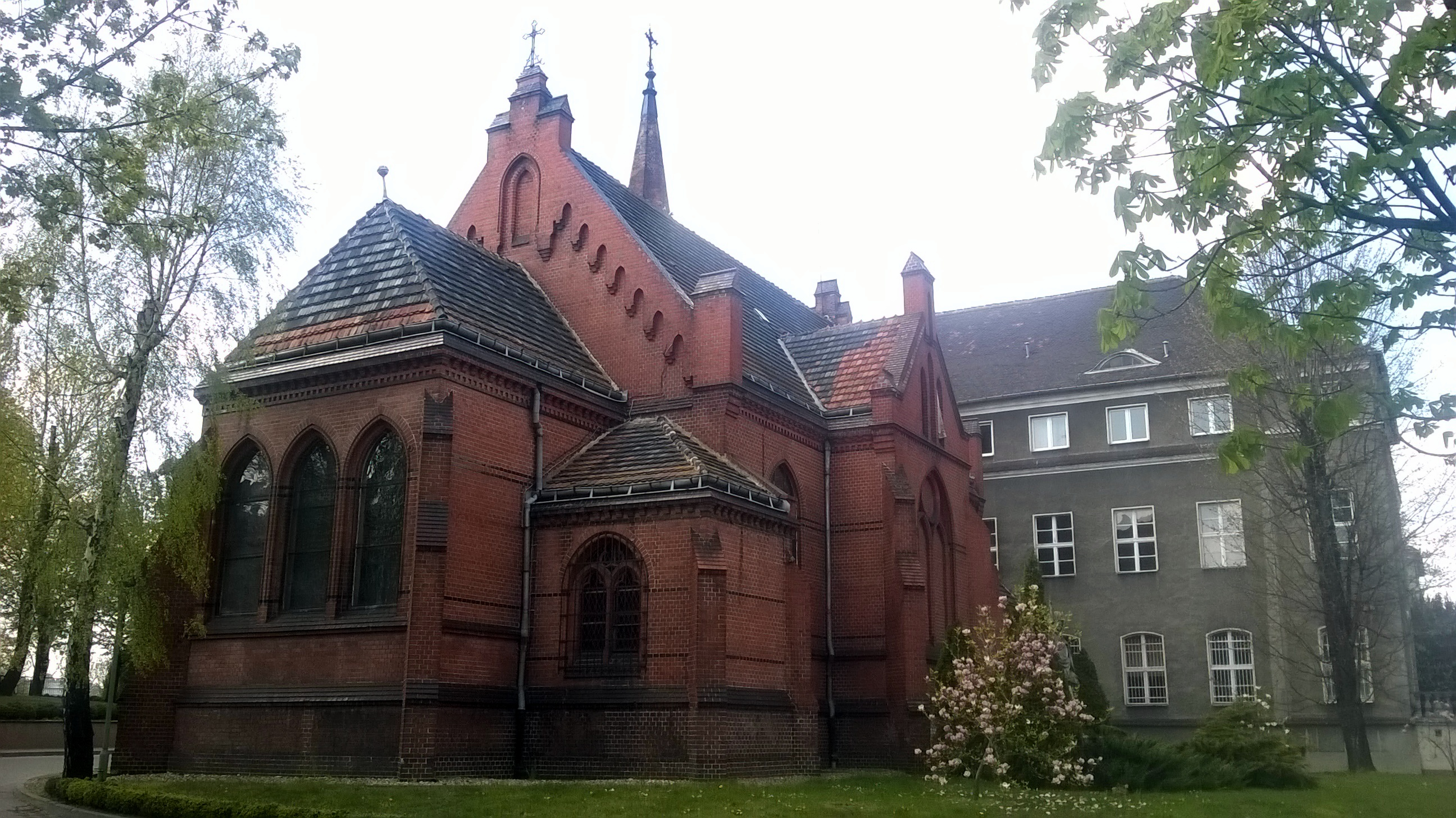
Część prezbiterialna, w tle seminarium
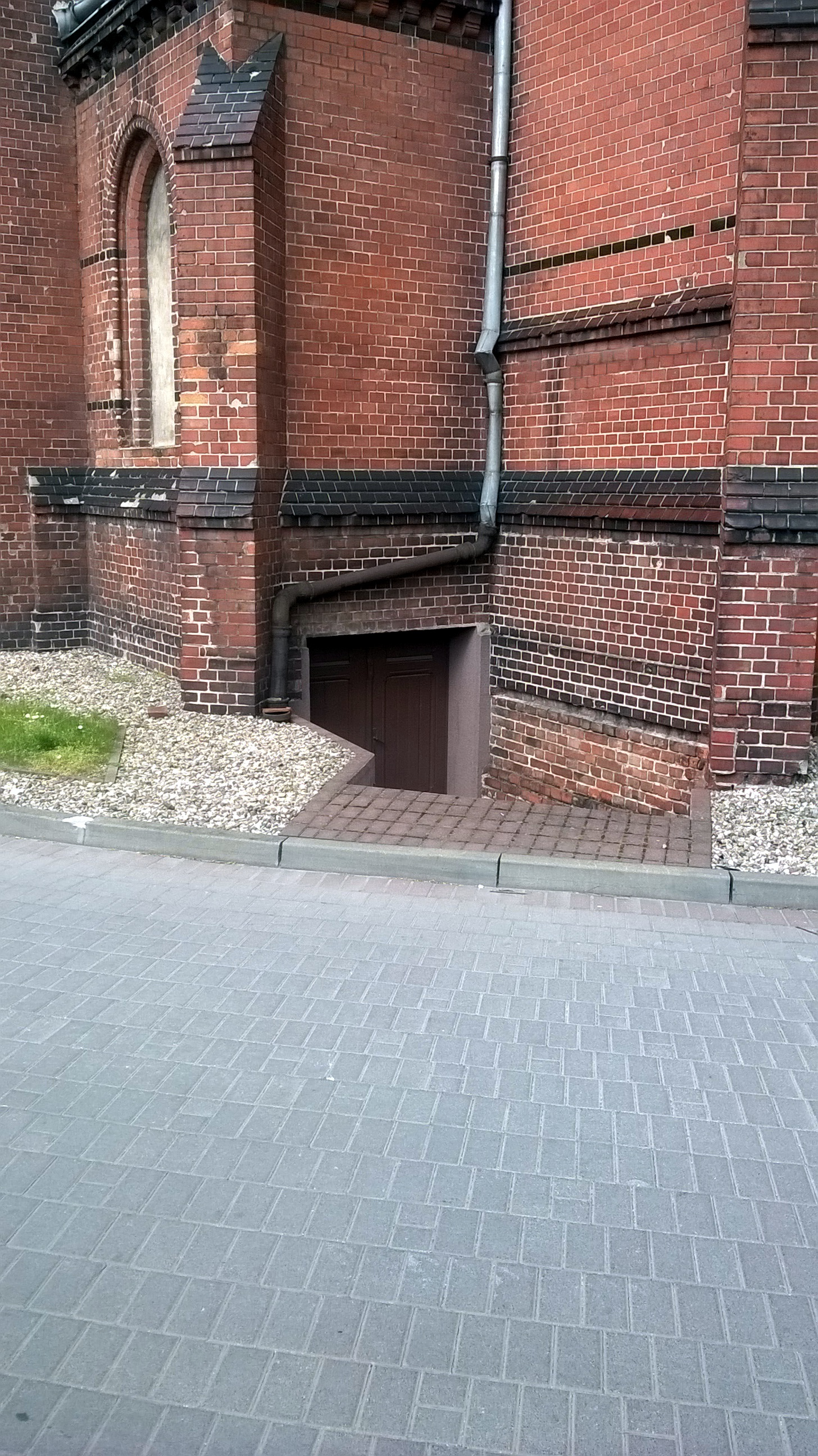
Zejście do podziemi
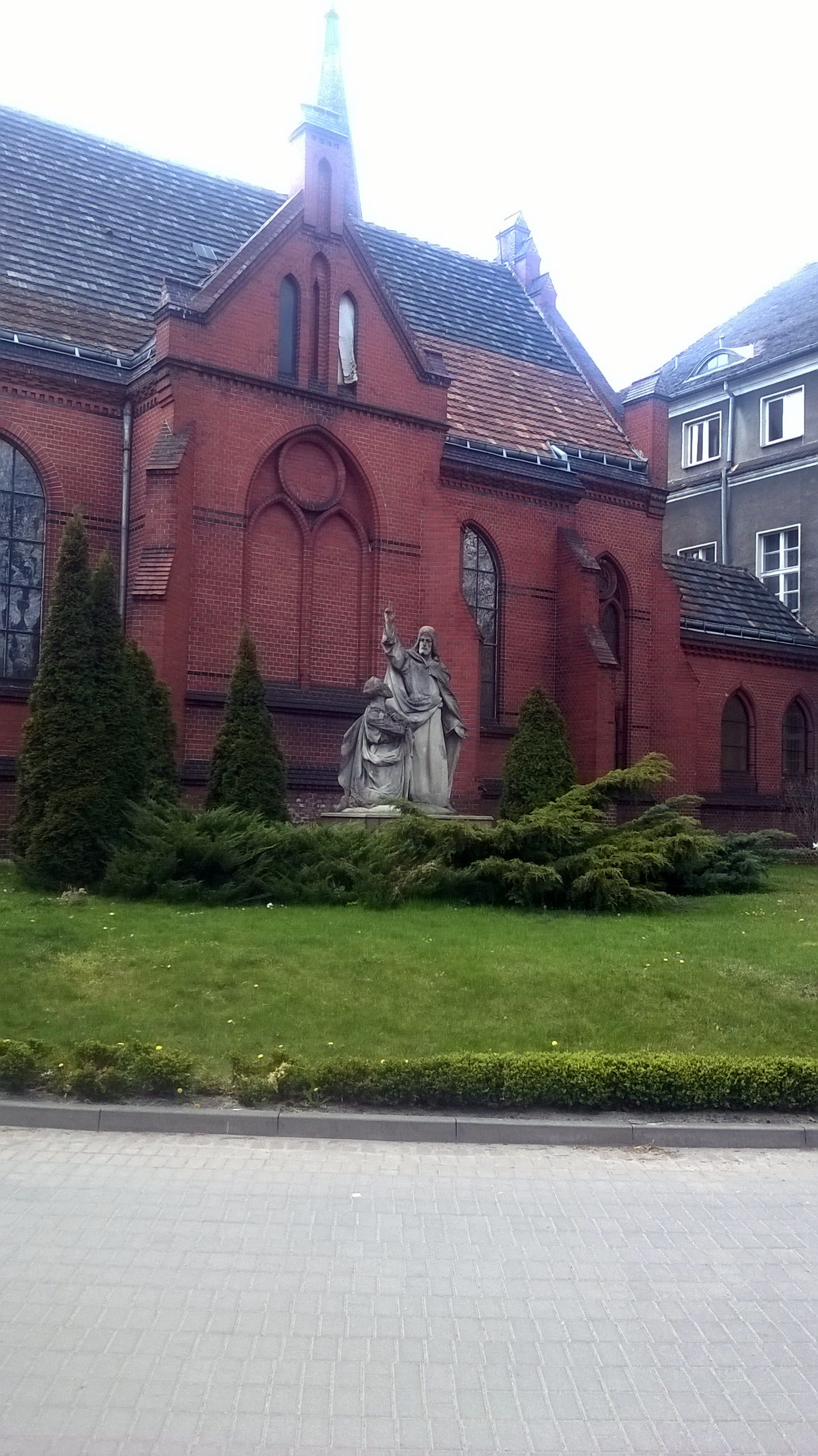
Rzeźba Chrystusa ze św. Piotrem
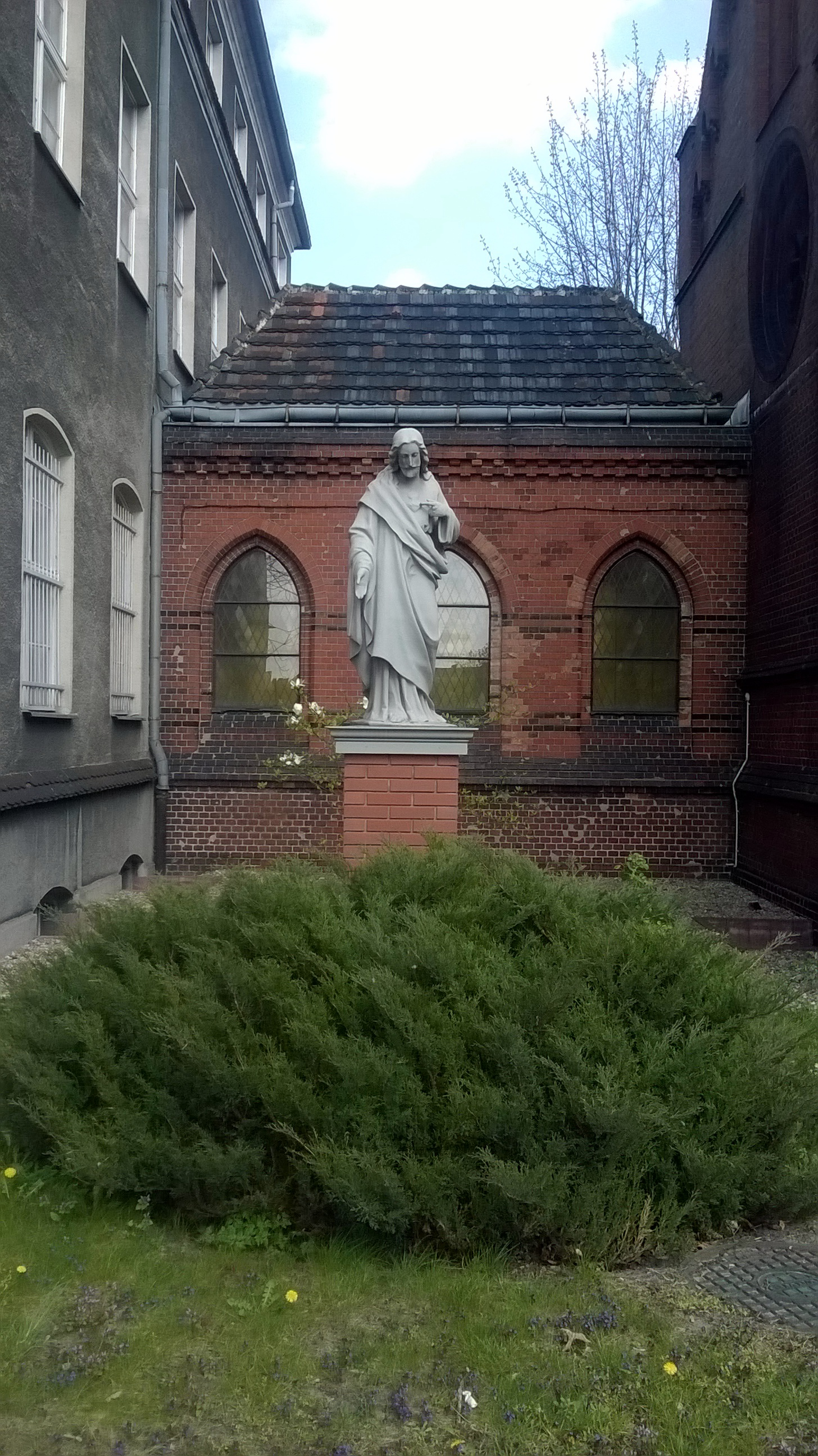
Rzeźba Chrystusa
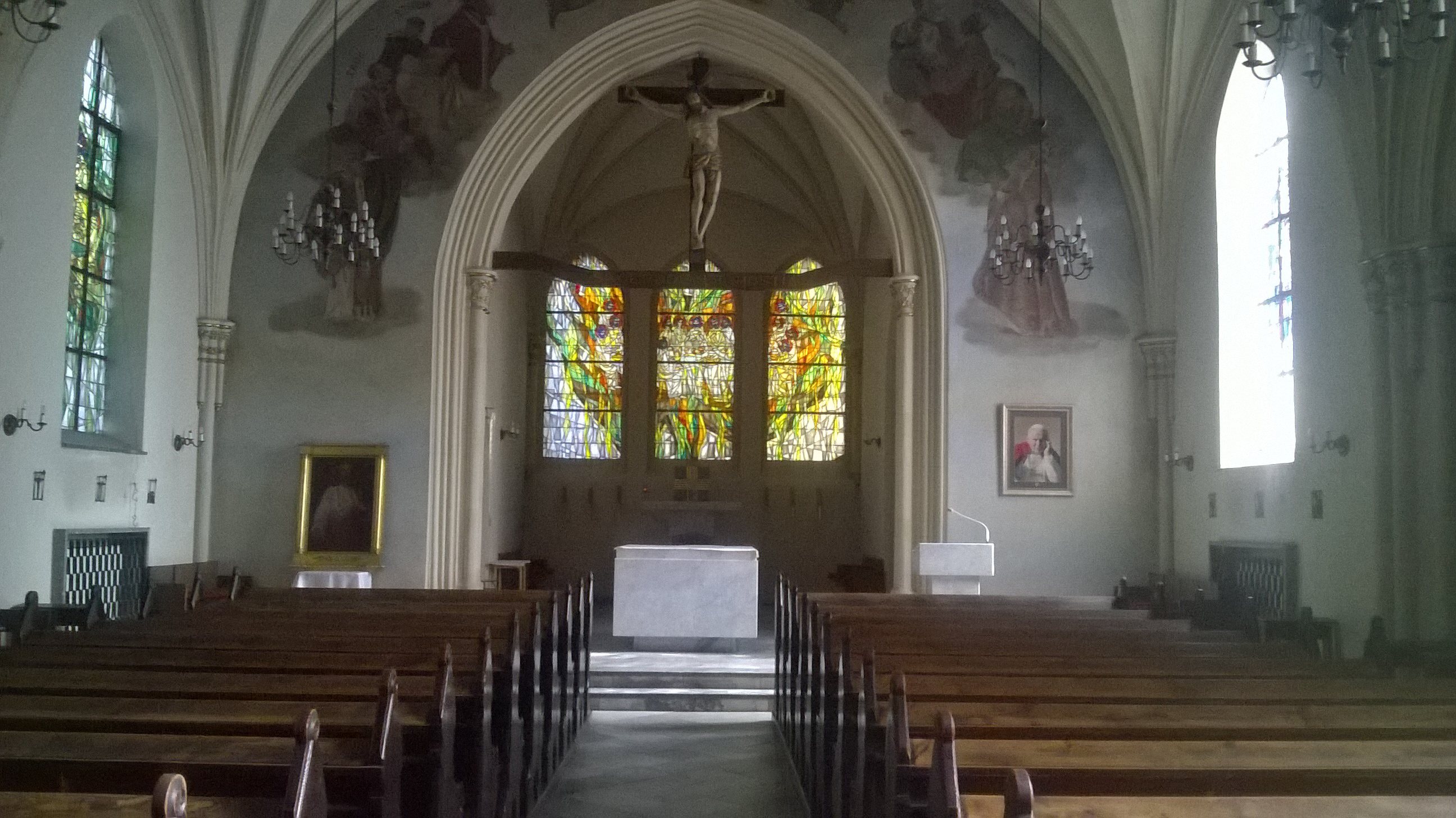
Wnętrze
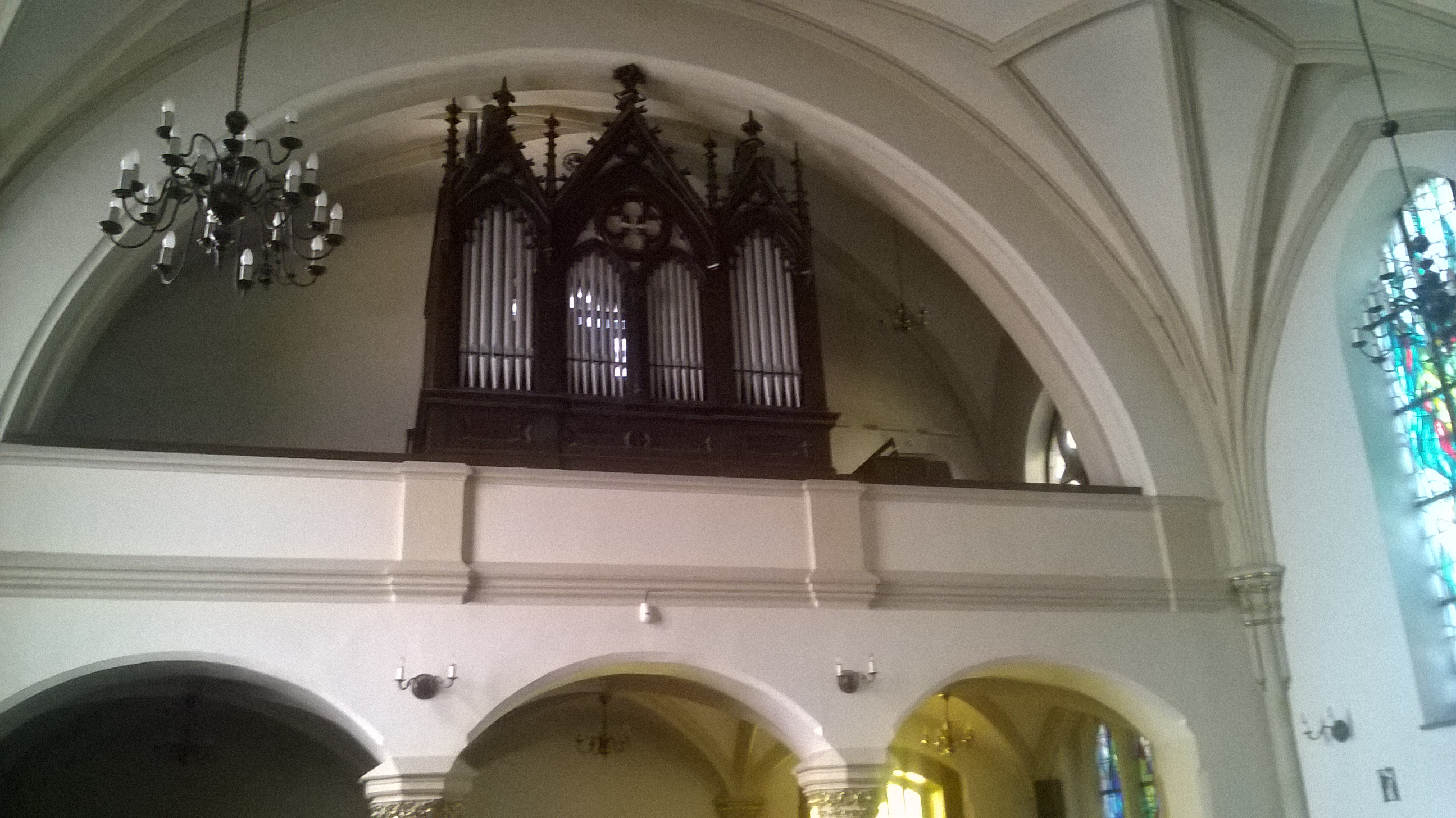
Chór organowy
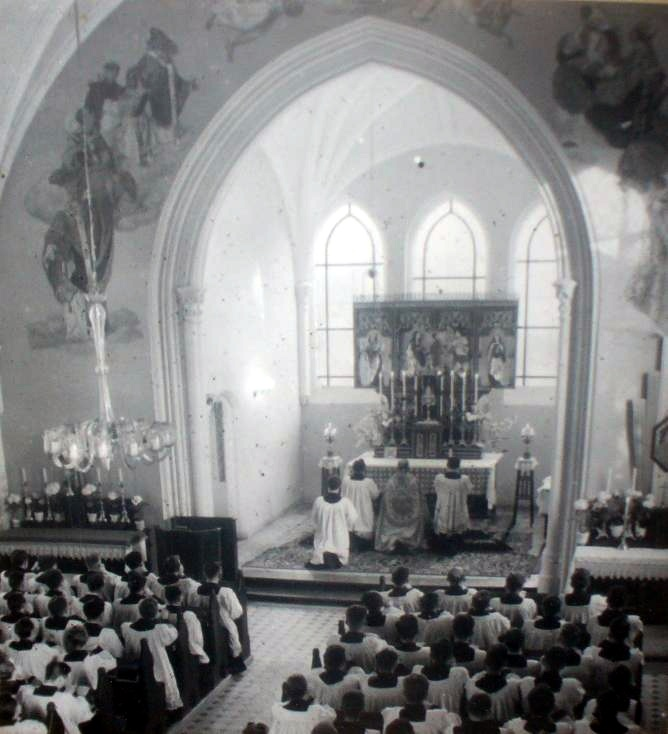
Prezbiterium przed rekonstrukcją